# جمال زيتوني
أبو عبد الرحمن أمين المولود باسم جمال بن محمد زيتوني (5 يناير 1964 في الكاليتوس، ولاية الجزائر - 16 يوليو 1996)، كان زعيم الجماعة الإسلامية المسلحة الجزائرية (1994-1996)، وهي جماعة مسلحة مسؤولة عن تنفيذ سلسلة من التفجيرات في فرنسا عام 1995. قُتل على يد فصيل منافس في 16 يوليو 1996.

## النشاة
ولد جمال زيتوني في 5 يناير 1964 ببئر خادم، الجزائر. كان والده بائع دجاج.

## الانضمام إلى العمل المسلح
في عام 1987، في سن الثالثة والعشرين، انضم جمال زيتوني إلى الحركة الإسلامية المسلحة تحت إمرة مصطفى بويعلي، وهو إمام في بلدة مجاورة لبلدية السحاولة، والذي قُتل في نفس العام. كان محميًا من قبل صديق طفولته شريف قوسمي إمام مسجد في منطقة بير خادم، حيث كان ناشطًا في الجبهة الإسلامية للإنقاذ في المنطقة. في يناير 1992، ألقي القبض عليه نتيجة للأحداث التي تلت إلغاء نتائج الانتخابات التي فازت فيها الجبهة الإسلامية للإنقاذ. خلال الفترة من 1992 إلى 1993، احتجز في مخيمات في جنوب الجزائر، وبعد إطلاق سراحه انضم إلى الجماعات المسلحة.
في يناير 1993، أسس جماعته الخاصة "كتائب الموت". وفي 24 أكتوبر 1993، احتجز ثلاثة مسؤولين من القنصلية الفرنسية وهم جان كلود وميشيل تيهفنوت وألان فريسير. وبعد تدخل الشيخ عبد الباقي صحراوي أطلق سراحهم حاملين رسالة تهديد من الجماعة الإسلامية المسلحة، تطالب الأجانب بمغادرة الجزائر قبل 1 ديسمبر 1993. في 20 مارس 1994، أعلنت صحيفة "الخبر" عن وفاة جمال زيتوني بالخطأ. وفي 22 مارس 1994، تبنى جمال زيتوني عملية ذبح دورير روجر ميشيل المالك الفرنسي لشركة صغيرة في الجزائر وابنه باسكال أمام أعين أسرهم. وفي 3 أغسطس 1994، هاجم مدينة عين الله في الجزائر وقتل ثلاثة من رجال الشرطة واثنين من موظفي سفارة فرنسا. ومن خلال هذه الهجمات، بدأ يتصاعد تدريجيًا في صفوف قيادة الجماعة الإسلامية المسلحة. أصبح أمير "الجماعة الإسلامية المسلحة" في بلدية السحاولة (الجزائر العاصمة)، وفي أغسطس 1994، عين وزير المجاهدين وضحايا الحرب في "حكومة الخلافة" التي شكلتها الجماعة الإسلامية المسلحة.
بعد مقتل شريف قوسمي في 26 سبتمبر 1994، اجتمع مجلس شورى الجماعة الإسلامية المسلحة ونصب جمال زيتوني أميرًا في أكتوبر 1994.

## عملياته
في 5 أكتوبر 1994، ذهب جمال زيتوني مع أعوانه إلى أحد المدارس الابتدائية في بئر خادم، حيث خير المعلمات بين ارتداء الحجاب أو مواجهة الموت، كما حذرهم من تدريس اللغة الفرنسية، واصفًا إياها بـ "لغة الصليبيين".
في 24 ديسمبر 1994، نظم عملية خطف طائرة إير فرانس الجزائر-باريس 8969، حيث كان قائد الخاطفين عبد الله يحيى من منطقة الأوكالبتوس. بعد مقتل ثلاثة ركاب بما في ذلك يانيك بونيي وهو طباخ في سفارة فرنسا، طلب رئيس الوزراء الفرنسي إدوار بالادور من الرئيس الجزائري اليمين زروال السماح للطائرة بالمغادرة إلى فرنسا. وفي مرسيليا في 26 ديسمبر 1994 تدخلت قوة خاصة، مما أدى إلى إطلاق سراح جميع الركاب سالمين ومقتل محتجزي الرهائن.
في 3 أغسطس 1994، نفذت جماعة جمال زيتوني عملية في حي عين الله بدالي براهيم أسفرت عن مقتل ثلاثة من رجال الدرك واثنين من الموظفين العاملين في سفارة فرنسا في الجزائر. ورغم الحواجز التي كان يقيمها رجال الدرك في مفترقات الطرق، فقد تمكن القتلة من الهروب، رغم أن مقر (ق.إ.أ/DRS) كان لا يبعد أكثر من مائتي متر عن مكان الحادث.
في مارس 1995، أعلنت صحيفة "الوطن" الجزائرية عن طريق الخطأ وفاة جمال زيتوني مع حوالي 1300 مسلح آخر خلال هجوم شنه الجيش الجزائري ضد الجماعات الإسلامية.
لاحقًا، تبنت الجماعة الإسلامية المسلحة عدة عمليات هامة نفذتها بتوجيه من (ق.إ.أ/DRS)، بما في ذلك اختطاف طائرة إير فرانس في 24 ديسمبر 1994، وتفجيرات باريس في 1995، واختطاف ثم إعدام الرهبان السبعة في دير تيبحيرين بالمدية في ربيع 1996. من بين العمليات أيضًا تفجير قنبلة في شارع العقيد عميروش في العاصمة يوم 30 يناير 1995، والذي أسفر عن مقتل 42 شخصًا وإصابة حوالي 300 آخرين. هذه العمليات، بالإضافة إلى المجازر التي نفذتها الجماعة أسفرت عن مقتل آلاف المدنيين والإسلاميين، بما في ذلك أعضاء في جبهة الإنقاذ الإسلامية (جش.إ.إ/AIS) وتنظيمات منافسة.
وخلال فترة إمارة جمال زيتوني، أصدر (ق.إ.أ/DRS) مناشير وبيانات تهاجم قياديي جبهة الإنقاذ الإسلامية عباسي مدني وعلي بن حاج وتدينهم كما حكمت عليهما بالإعدام.
استمر زيتوني في ارتكاب الجرائم الوحشية، إلى أن كانت إحدى "إنجازاته" الأكثر دموية هي سبب القضاء عليه. ففي 26 مارس 1996، تم اختطاف سبعة رهبان كانوا في دير تيبحيرين، ليتم اغتياله بعد شهرين من قبل جماعته المسلحة التي تبنت هذه الجريمة

## بياناته
في 6 مارس 1995، أصدر جمال زيتوني بيانًا حمل عنوان "إعذار وإنذار"، طالب فيه النظام الجزائري بإصدار قرار إلى جميع أعوان النظام في مختلف شرائحهم، يُقرأ في الإذاعة والتلفزيون والجريدة الرسمية، يُصرح فيه بما يلي:
- إطلاق سراح جميع النساء المسلمات المحتجزات، بغض النظر عن التهم الموجهة إليهن ومكان إقامتهن.
- توقيف جميع المتابعات والمحاكمات للنساء المسلمات.
- حفظ وصيانة واحترام أعراضهن وكرامتهن وممتلكاتهن.
- تحديد يوم 10 مارس 1995 كآخر أجل للنظام الطاغوتي المرتد لتنفيذ ما ورد في النقاط السابقة. وإذا لم يستجب النظام لهذه المطالب، فإن الجماعة الإسلامية المسلحة ستقوم بالاقتصاص من كل امرأة مسلمة تم انتهاك عرضها أو ظلّت رهن الأسر في السجن، من خلال قتل نساء الطواغيت من الجيش والدرك والشرطة وأعوانهم.

وأكد البيان أن المجاهدين قد منحوا الضوء الأخضر للانتقام ضمن الدائرة التي وقع فيها انتهاك عرض المرأة المسلمة، كما أضاف البيان ملاحظة تقول: "وليعلم نساء الطواغيت وأولياؤهن أن المسلمة لا يجوز شرعًا أن تظل تحت زوجها إذا ارتد عن الإسلام بمناصرته وموالاته للطاغوت، كما لا يجوز تزويج الطواغيت المرتدين."
وقد نُشر البيان في نشرية "الأنصار" لسان حال الجماعة الإسلامية المسلحة الصادرة في لندن بتاريخ 6 مارس 1995.
وفي 30 أبريل 1995، أصدر جمال زيتوني بيانًا آخر جاء فيه:
"تجدد الجماعة أمرها إلى كل زوجة لا تزال تحت عصمة مرتد أن تخرج من تحت عصمته، لأن زواجها منه قد انفسخ بالردة ولا يحتاج إلى قضاء قاضٍ كما يعلم كل من يزوج كريمته. وهي تشمل كل امرأة تحت ولايته، سواء كانت بنتًا أو أختًا أو أمًا. بعد هذا البيان، أصبح من الأهم أن يتم إخراجهن، وإلا فقد عرضن أنفسهن للقتل والمخاطر."
وواصل البيان قائلاً: "كما نعلم الطاغوت المرتد وكل من له علاقة ولاء به، أن الجماعة ستوسع دائرة الانتصار لأعراض نسائها بقتل زوجات المرتدين المحاربين حيثما كن، في الدوائر التي لم يُنتهك فيها عرض أو تتابع فيها أخت أو تسجن منها مسلمة داخل البلاد وخارجها. كما توسع الجماعة انتصارها لعرضها بقتل أم وأخت وبنت المرتد المحارب المقيمة عنده أو المقيم عندها."
وأردف البيان: "إن الجماعة لن تتوقف عن تنفيذ بيانها حتى إطلاق سراح آخر أخت مسلمة أسيرة، وتوقف جميع المتابعات والمطاردات والانتهاكات. ولا تغريها الإجراءات المهدئة المقتصرة على جزء قليل من أخواتنا."
وحدد البيان مهلة ثلاثة أسابيع ابتداءً من تاريخ صدوره لتنفيذ ما جاء فيه.

## مقتله
بعد بضع أسابيع من قتل الرهبان، وقع حدث غير عادي إذ أصبح جمال زيتوني مصدر قلق لرؤسائه، مما استدعى التخلص منه بأي ثمن. في 15 يوليو، نشر بلاغ يُفترض أنه صادر عن مجلس الشورى للجماعة الإسلامية المسلحة (ج.إ.م) وأُعيد نشره عبر وكالة الأنباء الفرنسية (و.ف.ص)، يعلن خبر عزل جمال زيتوني الملقب بأبي عبد الرحمان أمين من قيادة المنظمة، ويؤكد البراءة من أي تصرفات قد تصدر عنه. عين حسان أبو وليد مؤقتًا ليشغل منصب أمير الجماعة حتى يتم عقد اجتماع يضم رؤساء المناطق لتعيين خليفة له بشكل نهائي. في 16 يوليو 1996، قُتل جمال زيتوني على يد الرابطة الإسلامية للدعوة والقتال، التي انشقت عن الجماعة الإسلامية المسلحة.